# Pledis Entertainment
Pledis Entertainment (Пледис энтертейнмент, кор. 플레디스 엔터테인먼트) — южнокорейская развлекательная компания, основанная Хан Сон Су в 2007 году. Компания является дочерней компанией Big Hit Entertainment. Его название происходит от плеяды, звездного скопления в созвездии Тельца.
Основатель компании Pledis Entertainment — Хан Сон Су.
Веб-сайт MTV K в 2012 году охарактеризовал компанию как «зарождающегося тяжеловеса корейской индустрии развлечений». Среди артистов агентства — гёрл-группа After School, бой-бенд NU'EST (первый бой-бенд, который компания создала), SEVENTEEN, Хан Донгын и Pristin.

## История

### 2007–2012: Основание и ранние артисты
Pledis Entertainment был основан в 2007 году. Сон Дамби была первой артисткой, дебютировавшей под управлением Pledis, и СМИ окрестили ее «женским дождем». На начальных этапах у агентства не было административных помещений, только комната для тренировок. В январе 2009 года Pledis дебютировали со свою первую женскую группу After School. Подгруппа After School Orange Caramel было сформировано в 2010 году, в него вошли Нана, Лиззи и Рэйна.
В декабре 2010 года Pledis выпустили первый альбом Happy Pledis с участием After School. Happy Pledis - это серия альбомов, которые будут выпускаться ежегодно с участием артистов Pledis, доходы от которых идут на благотворительность. Доходы от первого альбома были переданы в фонд «Спасите детей».
В июле 2011 года были созданы еще две подгруппы After School - A.S. Red и A.S. Blue. Второй альбом Happy Pledis с участием Сон Дамби, After School, Pledis Boys и Ю Ара был выпущен в декабре, выручка от продажи поступила в ЮНИСЕФ.

### 2012–н.в: Совместные предприятия и развитие
В марте 2012 года Pledis представили свой первый бойз-бэнд NU'EST. В мае 2012 года агентство создало совместное предприятие с Fantagio и дебютировал с женскую группу HELLOVENUS из шести человек.
В июне этого же года Кахи покинула After School но продолжила сольную карьеру под руководством Pledis.
11 ноября 2013 года Pledis Entertainment и китайское агентство Yuehua Entertainment провели пресс-конференцию под названием «Yuehua Entertainment X Pledis» в банкетном зале Пекина, положив начало сотрудничеству, в рамках которого была сформирована подгруппа NU'EST-M с добавлением китайского участника Джейсон Фулонг Фей, известный как JA. Группа из шести человек впервые выступила на мероприятии для прессы.
21 июля 2014 года партнерство между Pledis и Fantagio было расторгнуто. Две участницы Pledis, Ю Ара и Юнджо, покинули HelloVenus, а другие четыре участницы Fantagio продолжили работать как группу под тем же названием. 
В декабре 2014 года Джуён покинула After School после истечения срока ее контракта. В том же месяце Кахи объявила о разрыве с агентством.
В мае 2015 года дебютировали Seventeen. В июне 2015 года Сон Дамби покинул с агентством через десять лет.
В марте 2016 года компания сформировала пре-дебютную команду под названием «Pledis Girlz». Некоторые из участниц пре-дебютной команды Наён, Роа, Юха, Ыну, Рена, Кюлькён и Сиён участвовали в шоу на выживание Produce 101, Наён и Кёлькён, дебютировали в проектной женской группе I.O.I. Перед дебютом, Pledis Girlz проводили концерты, которые давали еженедельно с мая 2016 года по январь 2017 года, а также выпустили свой пре-дебютный сингл под названием «We», за исключением Наён и Кёлькён, которые все еще продвигались с I.O.I в то время. В январе 2017 года Pledis Girlz завершили свои еженедельные концерты объявлением официального названия группы Pristin после того, как Наён и Кюлькён завершили свою деятельность с I.O.I в те же месяцы. Pristin официально дебютировала как женская группа из десяти участниц в марте 2017 года.
31 мая 2017 года Юи покинула After School после истечения срока ее контракта.
В мае 2018 года Лиззи покинула School после истечения срока ее контракта, но осталась участницей Orange Caramel.
В июне 2018 года было подтверждено, что участница After School Каын и трейни Хью Юнджин, будут участвовать в сериале шоу на выживание Produce 48. Каын заняла 14-е место, а Юнджин - 26-е. Они не смогли попасть в финальный состав группы, IZ*ONE.
24 мая 2019 года Pristin были официально расформированы. Компания объявила, что пока Кёлькён, Йехана и Сонён останутся в компании, остальные семеро Сиён, Рена, Роа, Кайла, Наён, Юха и Ыну покинули компанию.
6 июля Каын покинула After School после истечения срока ее контракта.
20 декабря 2019 года Хан Дон Гын покинул Pledis Entertainment. 
27 декабря Рэйна покинула After School после истечения срока ее контракта.
16 января 2020 года, после того, как И-Ён из After School объявила, что покинула Pledis Entertainment с истечением срока ее контракта.
25 мая 2020 года Big Hit Entertainment официально объявила о приобретении Pledis Entertainment. Также было объявлено, что Pledis Entertainment получит финансовую и экспертную поддержку от Big Hit, продолжая работать как независимый лейбл. 18 октября Комиссия по справедливой торговле официально одобрила приобретение компанией Big Hit Entertainment компании Pledis Entertainment.

## Артисты

### Группы
- TWS
- After School (неактивны)
- Seventeen
- fromis 9

### Саб-юниты
- Orange Caramel
- BSS (Boo Seok Soon)

### Соло-артисты
- Bumzu
- Нана
- Бэкхо
- Хван Минхён
- Йехана
- Сонён

### Продюсеры
- Бэкхо
- Уджи
- Bumzu

Source:
- Шэннон

### Актёры
- Нана
- Бэкхо
- Хван Минхён

## Бывшие артисты
- After School
  - Ю Со Ён (2009)
  - Бека (2009–2011)
  - Ли Чжу Ён[19] (2009–2014)
  - Кахи (2009–2015)
  - Ким Джунга[20] (2009–2016)
  - Юи (2009–2017)
  - Лиззи (2010–2018)
  - Ли Ка Ын (2012–2019)
  - Рэйна (2009–2019)
  - И-Ён (2011–2020)
- HELLOVENUS (2012–2014, совместные предприятия с Fantagio 'Tricell Media')
  - Ара (2011–2014)
  - Юнджо (2012–2014)
- Сон Дам Би[21] (2007–2015)
- NU'EST (2012–2022) 
  - NU'EST-M (2013–2014)
    - Джейсон (2013–2014)

  - NU’EST W (2017–2018)
  - JR (2012–2022)
  - Арон (2012–2022)
  - Рэн (2012–2022)
- Pristin (2016–2019)
  - Pristin V (2018–2019)
    - Наён (2016–2019)
    - Роа (2016–2019)
    - Ыну (2016–2019)
    - Рэна (2016–2019)
    - Кёлькён (2016–2019)[22][23]

  - Юха (2016–2019)
  - Сиён (2016–2019)
  - Кайла (2016–2019)
- Хан Дон Гын (2013–2019
- Fromis 9
  - Чан Гюри (2021–2022)

## Дискография
См. статью «Pledis Entertainment discography» в англ. разделе.
Дискография Happy Pledis
- Happy Pledis 1st Album – «Love Love Love» (2010)
- Happy Pledis 2nd Album – «Love Letter» (2011)
- Happy Pledis Digital Single – «Dashing Through The Snow with High Heels» (2012)